# Von Brobergen
Von Brobergen var en gammal adlig ätt, ursprungligen från Rhentrakten i Tyskland och känd sedan 1133.
Släkten kom till Sverige i början av 1600-talet och introducerades på Riddarhuset 1680.
Sven von Brobergen, som var bokhållare, rusthållare och f d fältväbel kom till Kushult omkring 1700 och till Näteryd i Ödeshögs socken, Östergötland, omkring 1703.
Sven blev rusthållare genom att gifta sig med fogden Anders Skogs dotter. Skogs hustru var dotter till borgmästaren i Gränna.